# Pierre Louis Angeli
Pierre Louis Angeli (ur. 1921 na Korsyce, zm. 5 stycznia 2008 w Paryżu) – francuski polityk. W latach 1969–1973 gubernator, a od 1986 do 1987 roku wysoki komisarz Polinezji Francuskiej.